# Église Maria Santissima del Carmine
L'église Maria Santissima del Carmine (littéralement Marie-Très-Sainte-du-Carmel) est une église du centre historique de Naples dédiée à Notre-Dame du Mont-Carmel. Elle se trouve via Fontanelle, au bout du vallon de la Sanità.

## Histoire
Après qu'en 1872 le cimetière delle Fontanelle est confié aux soins du chanoine Gaetano Barbati, il est décidé de bâtir une église pour desservir le cimetière. Les travaux commencent en 1878 et elle est consacrée en 1884. 

## Description
La structure est caractérisée par une façade très simple ornée de lésènes, avec un tympan triangulaire à la grecque et un petit clocher. L'intérieur à nef unique présente une abside semi-circulaire et conserve des tableaux d'artistes anonymes ou connus simplement par leur signature. On peut les voir dans les petites chapelles latérales. Le maître-autel de la seconde moitié du XIXe siècle est en marbres polychromes; il est surmonté d'un édicule et d'un tableau représentant La Vierge à l'Enfant et les âmes du purgatoire, daté de 1879 de la main de P. Lamonica.
L'église est le siège de la paroisse des Fontanelle. Elle permet d'accéder aux catacombes. 

Peu avant la construction de l'église, de nombreuses femmes du peuple surnommées « e maste » (c'est-à-dire les femmes-chefs) disposèrent de façon plus ordonnée les restes mortels présents dans ces lieux dans un ossuaire, comme le rappelle une plaque sur la façade de l'église faisant mention des morts de la peste, des conséquences de la pauvreté ou de l'emprisonnement, presque tous anonymes:

## Source de la traduction
- (it) Cet article est partiellement ou en totalité issu de l’article de Wikipédia en italien intitulé « Chiesa di Maria Santissima del Carmine (Napoli) » (voir la liste des auteurs).